# 지예동양동댁
지예 동양동댁(知禮 洞良 洞宅)은 경상북도 안동시 임하면 임하리에 있는 건축물이다. 1985년 10월 15일 경상북도의 민속문화재 제58호로 지정되었다.

## 지정 사유
지촌 김방걸(1623∼1695) 선생의 형인 김방형 선생이 살던 집이다. 현종 4년(1663)에 처음 지었고 수산재라고도 부르는데, 여러 차례의 수리를 거쳐 현재는 안채와 사당 그리고 외양간이 남아 있다.
안채는 전체적으로 ㅁ자형을 이루면서 앞면 왼쪽으로 사랑채가 돌출되어 있다. 안채는 대청을 중심으로 좌우에 안방과 창고방이 마련되어 있으며, 사랑채는 왼쪽에 모방과 마루방, 오른쪽에 온돌방·사랑마루·책방을 배치하였다.
이 지방의 일반적인 주택형태를 보이면서 안채의 고방이나 사랑채의 모방 구성에 독특한 면을 보여주고 있다. 원래 임동면 지례리에 있었으나, 임하댐 건설로 인하여 1988년 지금의 자리로 옮겨 지었다.

## 지정 목록
| 번호   | 사진 | 명칭            | 소재지                          | 관리자 (단체) | 지정일                | 참조 |
| 58-1호 |      | 안채 (안채)     | 경북 안동시 임하면 임하리 253-1 | 김용대        | 1985년 10월 15일 지정 |      |
| 58-2호 |      | 사당 (사당)     | 경북 안동시 임하면 임하리 253-1 | 김용대        | 1985년 10월 15일 지정 |      |
| 58-3호 |      | 외양간 (외양간) | 경북 안동시 임하면 임하리 253-1 | 김용대        | 1985년 10월 15일 지정 |      |

## 참고 자료
- 지예 동양동댁 - 국가유산청 국가유산포털